# Sheldon Whitehouse
Pour les articles homonymes, voir Whitehouse (homonymie).
Sheldon Whitehouse, né le 20 octobre 1955 à Manhattan (New York), est un avocat et homme politique américain, membre du Parti démocrate et sénateur de Rhode Island au Congrès des États-Unis depuis 2007. Il est auparavant procureur des États-Unis pour le district de Rhode Island de 1993 à 1998 et procureur général de Rhode Island de 1999 à 2003.

## Biographie

### Études et famille
Sheldon Whitehouse est fils et petit-fils de diplomate. Il est diplômé de Saint-Paul, de l'université Yale en 1978 et l'université de Virginie en 1982.
Il est marié, vit à Providence avec son épouse, Sandra Thornton Whitehouse, une biologiste marine. Le couple a deux enfants.

### Carrière professionnelle
Whitehouse commence sa carrière professionnelle en 1982 comme assistant juridique du juge Richard F. Neely à la cour d'appel de Virginie-Occidentale.
Il travaille à partir de 1985 pour les bureaux du procureur général du Rhode Island.
En 1991, il rejoint l'équipe du gouverneur Bruce Sundlun (en) et devient un spécialiste de la lutte contre la corruption. L'année suivante, Sundlun le nomme au poste de directeur des affaires financières.
En 1994, le président Bill Clinton le nomme procureur fédéral des États-Unis au Rhode Island, poste qu'il quitte en 1998 lorsqu'il est élu procureur général de l'État du Rhode Island. Il continue alors à dénoncer et à poursuivre toute forme de corruption active ou passive.

### Carrière politique
En 2002, il tente de se présenter à l'élection du gouverneur mais il est battu dès la primaire démocrate par le sénateur de l'État, Myrth York (en).
En 2006, il est candidat au Sénat des États-Unis contre le sénateur républicain sortant, Lincoln Chafee, un centriste souvent opposé à la politique du président George W. Bush. Contre toute attente, Whitehouse est élu le 7 novembre 2006, avec 53 % des voix contre 47 % à son adversaire. Il donne alors aux démocrates un siège qui avait été depuis longtemps tenu par des sénateurs républicains. Il est réélu lors des élections du 6 novembre 2012 et du 6 novembre 2018.
En 2024, il remporte un quatrième mandat au Sénat coontre Patricia Morgan, élue républicaine à la Chambre des représentants de Rhode Island. 
Politiquement progressiste, Whitehouse soutient le financement fédéral des recherches sur les cellules souches, soutient le droit à l'avortement et le mariage homosexuel, a fustigé la guerre d'Irak ainsi que la nomination de Samuel Alito à la Cour suprême des États-Unis. Contrairement à son prédécesseur républicain, Whitehouse est un partisan de la peine de mort, du moins au niveau fédéral.